# Sanibel (Florida)
Sanibel es una ciudad ubicada en el condado de Lee en el estado estadounidense de Florida. En el Censo de 2010 tenía una población de 6.469 habitantes y una densidad poblacional de 75,11 personas por km².

## Geografía
Sanibel se encuentra ubicada en las coordenadas 26°27′4″N 82°6′20″O / 26.45111, -82.10556. Según la Oficina del Censo de los Estados Unidos, Sanibel tiene una superficie total de 86.12 km², de la cual 41.77 km² corresponden a tierra firme y (51.5%) 44.35 km² es agua.

## Demografía
Según el censo de 2010, había 6.469 personas residiendo en Sanibel. La densidad de población era de 75,11 hab./km². De los 6.469 habitantes, Sanibel estaba compuesto por el 97.99% blancos, el 0.62% eran afroamericanos, el 0.09% eran amerindios, el 0.39% eran asiáticos, el 0.02% eran isleños del Pacífico, el 0.26% eran de otras razas y el 0.63% pertenecían a dos o más razas. Del total de la población el 2.33% eran hispanos o latinos de cualquier raza.